# Кирліджі (Бакеу)
Кирліджі (рум. Cârligi) — село у повіті Бакеу в Румунії. Входить до складу комуни Філіпешть.
Село розташоване на відстані 265 км на північ від Бухареста, 22 км на північ від Бакеу, 71 км на південний захід від Ясс.

## Населення
За даними перепису населення 2002 року у селі проживали 1152 особи, усі — румуни. Усі жителі села рідною мовою назвали румунську.